# Де Монтекристо, Марисела
Марисе́ла Де Монтекри́сто (исп. Marisela de Montecristo; род. 25 августа 1992, Olocuilta, Ла-Пас) — сальвадорская модель, победительница конкурса красоты «Мисс Сальвадор 2018», благодаря чему участвовала в конкурсе «Мисс Вселенная 2018».

## Биография

### Юность
Марисела Де Монтекристо родилась 25 августа 1992 года в муниципалитете Олокуилта (Ла-Пас). Когда ей было 10 лет, она вместе со своей семьёй покинула Сальвадор и уехала в США, где вместе с родными стала проживать в Лас-Вегасе.

### Карьера
В 2013 году Марисела приняла участие в реалити-шоу «Nuestra Belleza Latina», который транслировал американский телеканал «Univision». Марисела стала победительницей этого конкурса и получила денежный приз в размере 250 000 долларов и годовой контракт с телеканалом. Де Монтекристо пожертвовала деньги родному городу. Марисела посетила свой родной город, в котором прошла торжественная церемония, на которой присутствовал мэр Сан-Сальвадора. Де Монтекристо также снималась в сериалах, среди которых «Гордо и благородно» и «Презираемая Америка».
В июне 2018 года Марисела стала победительницей национального конкурса красоты «Мисс Сальвадор 2018». В декабре того же года Марисела Де Монтекристо представляла Сальвадор на конкурсе красоты «Мисс Вселенная 2018», который проходил в Бангкоке. По итогам конкурса Марисела не вошла в топ-20.